# The Spiders from Mars
The Spiders from Mars (в переводе с англ. — «Пауки с Марса») —  рок-группа, сформированная Дэвидом Боуи и выступавшая с ним с 1970 по 1973 год, пока Боуи не «расформировал» коллектив (прекратил использовать образ Зигги Стардаста). Состав группы: Мик Ронсон на лид-гитаре, Тревор Болдер на басу, Мик Вудмэнси на ударных.
Предшественником «The Spiders from Mars» была группа «Hype», в которую входили Боуи, Ронсон, Вудмэнси, а также Тони Висконти на бас-гитаре. Также, непродолжительное время, этот квартет выступал под названием «Ronno». Впоследствии Висконти заменил Тревор Болдер, а группа была окончательно переименована в «Пауков с Марса», по мотивам легендарного альбома Боуи The Rise and Fall of Ziggy Stardust and the Spiders from Mars. Под этим названием они и стали известны публике, выступая в качестве сопровождающей группы на концертах крупномасштабного турне Боуи — Ziggy Stardust Tour. Кроме того, группа поучаствовала в записи следующего альбома маэстро — Aladdin Sane. Финальное выступление группы было задокументировано в фильме «Ziggy Stardust — The Motion Picture».
Присоединившись к Боуи, группа стала подавать материал в более театральном стиле. Звучание гитары Ронсона и организованная впоследствии The Spiders from Mars не только вписались в этот стиль, но также и обеспечили большую музыкальную основу для будущих музыкантов панк-рока.
В 1975 году костяк группы — Тревор Болдер, Мик Вудмэнси и Майк Гарсон воссоединились без Боуи и Ронсона, пригласив также Дэйва Блэка (англ. Dave Black) и Пита Макдональда (англ. Pete McDonald). Их одноимённый альбом, выпущенный в 1976 году, так и остался единственным альбомом группы вплоть до её распада.